# Racket dans la couture
Pour plus de détails, voir Fiche technique et Distribution.
Racket dans la couture (The Garment Jungle) est un film américain de Vincent Sherman et Robert Aldrich, sorti en 1957.

## Synopsis
La farouche - et violente - opposition d'un fabricant new yorkais de vêtements féminin à la syndicalisation de ses ouvriers et employés.

## Fiche technique
- Titre : Racket dans la couture
- Titre original : The Garment Jungle
- Réalisation : Vincent Sherman et Robert Aldrich
- Scénario : Harry Kleiner, d'après un article (Gangsters in the Dress Business) paru dans le Reader's Digest
- Photographie : Joseph Biroc
- Montage : William Lyon
- Musique : Leith Stevens
- Chorégraphie : Earl Barton
- Direction artistique : Robert E. Peterson
- Décors : William Kiernan, Frank A. Tuttle
- Costumes : Jean-Louis Berthault
- Son : John Livadary
- Producteur : Harry Kleiner
- Société de production : Columbia Pictures Corporation
- Société de distribution : Columbia Pictures Corporation
- Pays de production :  États-Unis
- Langue originale : anglais
- Format : Noir et blanc — 35 mm — 1,85:1 — Son : Mono  (RCA Sound Recording)
- Genre : Drame, Film policier, Thriller, Film noir
- Durée : 88 minutes (1 h 28)
- Dates de sortie : 
  - États-Unis : 15 mai 1957
  - France : festival de Cannes 1958

## Distribution
- Lee J. Cobb (V.F : Robert Dalban) : Walter Mitchell
- Kerwin Mathews (V.F : Jacques Deschamps) : 	Alan Mitchell
- Gia Scala: Theresa Renata
- Richard Boone  (V.F : Jean Violette) : Artie Ravidge
- Valerie French (V.F : Nicole Vervil) : Lee Hackett
- Robert Loggia (V.F : Roger Rudel) : Tulio Renata
- Joseph Wiseman : George Kovan
- Harold J. Stone  (V.F : Lucien Bryonne) : Tony
- Adam Williams : « Le Bœuf »
- Wesley Addy : M. Paul
- Willis Bouchey  (V.F : Jacques Berlioz) : Dave Bronson
- Robert Ellenstein : Fred Kenner
- Celia Lovsky : la mère de Tulio
- Joanna Barnes (non créditée) : un mannequin
- Robert Ellenstein (V.F : Jean Berton) :Fred Kenner

## À noter
- Robert Aldrich a dirigé ce film jusqu'au 30 novembre 1956, date à laquelle il a été frappé par la grippe. Vincent Sherman fut alors engagé pour le remplacer[1]